# 樂佩公主
樂佩公主（英語：Rapunzel），是華特迪士尼影業第50部經典動畫長片《魔髮奇緣》（2010年）中的女主角，之後亦於該片後續的番外篇短片《魔髮奇緣：大喜之日》（Tangled Ever After，2012年）中和同名电视剧集（2017年）以及电视电影《魔髮奇緣：幸福前奏》（2017年）登場。在兩片中均由美國演員暨歌手曼蒂·摩爾配音，由其角色動畫總監、迪士尼首席動畫師葛連·基恩創造。她於2011年10月2日被迪士尼正式列為第10位迪士尼公主，也因此成為首位以電腦動畫繪成的迪士尼公主。
樂佩公主的角色原型是格林兄弟童話《長髮姑娘》中的長髮公主，而在迪士尼版本中，樂佩的身世背景被設定為一位金色魔髮公主，幼時被貪圖其頭髮魔力的女巫——葛索媽媽（Mother Gothel）從王宮裡偷走，關在與世隔絕的高塔中撫養，以用頭髮的魔力使自己長保年輕。長大之後成為一位具有藝術天分和矯捷身手的少女，後來在本名尤金·費茲柏特（Eugene Fitzherbert）的大盜費林·雷德（Flynn Rider）幫助下逃出高塔，以前往探索小时候在窗邊看到的美麗星火（實際上是王國為了引回失蹤公主而施放的大量天燈）。
對於樂佩公主一角的評價大多相當正面，主要推崇其自由奔放、嚮往獨立而具有現代感的人格，與之前大部分公主等待王子拯救的劇情大有不同。樂佩因為具有純真、活潑的個性，且充滿對未知世界的好奇心，而常被拿來與同為迪士尼公主的愛麗兒（1989年《小美人魚》主角）比較。

## 創造

### 初始構思
當葛連·基恩作為一名動畫師，參與製作泰山的1996年時，便萌生了將格林童話《長髮姑娘》改編為動畫長片的想法。之後，將樂佩創造成動畫角色的想法當作主要目標、而著手起步的基恩，逐漸投身該項企畫之中，著迷於「一個人天生被賦予才能，並且要使之激發出來」的概念，接著將這點與自己過去在華特迪斯尼動畫工作室工作時的經驗連結起來。他將自己認為是一位「因為從角色的心境思考，並由此開始發展一個故事」而「與眾不同的導演」。在2008年因為一次心臟病發作後，基恩決定退出，請納森·格萊諾（Nathan Greno）和拜倫·霍華德接手工作，但自己仍然擔任著該企畫的總策劃者、兼樂佩的角色動畫總監。
基恩不是第一位想將長髮姑娘的角色給動畫化的人，華特·迪士尼本人早在1937年白雪公主推出後，即試圖將長髮姑娘的故事改編為長篇動畫，但後來這樣的構想，卻因為故事本身被認為是「一個難以著手的燙山芋」而遭到放棄。基恩相信這乃由於長髮姑娘大部分的情節都是在高塔內發展的緣故，他後來說道：「這就是為何...為何當看到拜倫和納森讓樂佩走出塔外時，會覺得如此的完美...這為童話原著注入了不一樣的新意」。身為導演的格萊諾和霍華德，還進一步將樂佩塑造為一位比原著中更積極向外的女主角，並提到：「我們知道自己正在為當代的觀眾呈現此片，而希望樂佩能成為更貼近真實的角色，也希望她的充沛能量能駕馭起整個故事。因此她不為任何事情等待，她是聰穎的女孩，懷有希望和夢想，而且將會從生命中得到自己所想要的。」。

### 配音人選
在最初，製作群方面宣佈的配音者是百老匯演員克莉絲汀·肯諾維斯，之後他們更有一短暫時期相中女演員瑞絲·薇斯朋來擔當此角，但最終她仍未出任配音工作。在物色過數百名人選之後，最終選中了錄音藝人、創作歌手兼女演員曼蒂·摩爾。根據副導霍華德所說，因為她「嗓音中帶有如此絕妙的靈魂」，及「純樸、鄰家女孩般的特質，使她具備了迪士尼片中女主角所需的任何條件」。
從小便熱愛迪士尼動畫片的曼蒂·摩爾，將這次得到配音工作的參與機會形容為「無上的夢幻」。她在初期因為聽說樂佩一角的配音甄試相當競爭激烈，而幾無意願加入，害怕落選之後只會純粹帶來失望。在下定決心參加後，據說摩爾以近乎「窮追」的方式來爭取這個機會，參加了兩次試音甄試。由於《魔髮奇緣》一片被設定為歌舞片，因此參選者都必須進行說、唱兩方面的試驗。甄試時，在評審要求以創作歌手風試唱的情形下，摩爾表演了自己在2003年專輯中的，其翻唱自瓊尼·米歇爾的同名經典歌曲。
當加入《魔髮奇緣》的配音陣容後，摩爾還不知道自己參與的將是迪士尼動畫工作室的第50部經典動畫長片。此後她很感激自己對此一無所知，解釋道：「我覺得很幸運，因為若是在開始配音工作前就知道這件事的話，就將受到更大的壓力。」。之後，她也因為發現自己大部份的配音都不會與另兩名主要配音員——柴克·萊威（飾費林·雷德）和唐娜·墨菲（飾葛索媽媽）一起在場進行錄製，而感到驚訝。據說配音過程期間，摩爾僅有在錄製片中的男女對唱曲時才與萊威碰到面，而摩爾之後上「艾倫·狄珍妮秀」時，也表示自己與墨菲更是到影片上映前一個月的某次記者會才相見。摩爾亦形容配音錄製的過程具有相當的挑戰性，因為配音時幾乎無法看到劇中的動畫畫面。她之後接受英國NOW雜誌訪問時提到：「可供我揣摩的就只有幾張草圖而已，但配音過程也因此變得很有趣，因為這樣讓我可以進入更深的想像空間中」。而在被問及如何創造出樂佩的嗓音時，摩爾說自己純粹就「豁出去」。她經常被要求將同一段台詞重配至最多四遍，直到導演滿意為止。摩爾表示當她首次看到自己配音的成品搭配動畫播映時，心裡想的是「天啊，我的聲音真的很尖」。

### 角色的詳細設計
葛連·基恩在擔任擔任樂佩的角色動畫總監時，曾在迪士尼九元老之一的資深動畫師——奧立·強司頓指導下進行角色設計。在看過基恩對樂佩的鉛筆稿測試（pencil test）後，強司頓建議基恩，在捕捉她的動作時不是僅有呈現她在做的事情，還要融入她內心的想法。強司頓說道：「我感好奇的是，她在想些什麼？」。基恩後來把強司頓的建議比喻作「讓我無法忘懷的一記當頭棒喝，因此之後當我在繪製人類主題的作品時，總試著進入該角色的中心想法」。
至於副導拜倫·霍華德個人則是被1989年迪士尼動畫小美人魚中的女主角，即同樣由基恩創造出來的愛麗兒所激發。根據霍華德的闡述，「愛麗兒是第一個讓我覺得在眼神裡流露著靈魂的角色...我們也希望讓樂佩的眼裡能找到吸引人的靈魂和深情」。另一方面，希望能「將手繪帶入電腦」的基恩，也提到了小美人魚愛麗兒和長髮公主樂佩的相似性，說這兩位女主角同樣「被藩籬隔閡而無法享受夢想，且都懷有不容被壓抑的精神」。當設計角色時，基恩受一本介紹「女性美」（feminine beauty）的書影響。在將書中「美的關鍵在於女性面龐上的奇特性」這個概念納入考量後，基恩使樂佩的外貌帶有些微的不對稱，在面容上也有數處程度微小的缺陷，例如刻意被設計到略為突出的門牙、鼻子週邊分布的雀斑等。基恩也將樂佩的雙眼畫大，以讓她增添些許「不受拘束」的氣質。動畫師們總共創造出了9個版本的樂佩，才決定出最受滿意的設計。

#### 性格與靈感來源

2005年時樂佩的初期概念設計電腦圖像。

《魔髮奇緣》執行製作人約翰·拉薩特有次向紐約時報解釋道：「挑戰在於，你想讓樂佩這個18年來足不出戶的女孩子，能令人覺得像是個聰明伶俐、有教養、健康而又有趣的人類」。為了避免創造出來的是個「過度公主氣又孤僻」的女主角，製作人員在設定樂佩的角色性格時，略為參考了一些女性名人，如作為創意靈感的女演員瑞絲·薇斯朋、娜塔莉·波曼，及「週六夜現場」演員班底中的艾米·波勒。結果使樂佩融入了些許「難以捉摸和古靈精怪」的氣質，以「重塑人們以往對公主的印象」。紐約時報亦提到樂佩這樣的性格是一次顯著的變更，與先前迪士尼動畫的諸位女主角區別開來了。紐約時報評論家巴恩斯（Brooks Barnes）指出樂佩「相當剛強；她在費林爬到她的塔內時，用平底鍋把他敲到眼花，而且用起頭髮來像是甩長鞭一樣」。而根據曼蒂·摩爾的說法，樂佩「並不是...典型的迪士尼公主...她很獨立自主，可以照顧好自己」。
實際上，角色動畫總監葛連·基恩，本身就因為曾將自己的數位家人作為基礎來創造角色而聞名，如小美人魚愛麗兒的外型便是參考他的妻子。而本片中，樂佩對於藝術和創作的熱情則是參考自他的女兒克萊兒·基恩（Claire Keane），樂佩在高塔家中的壁畫和天花板上所塗的圖案，也都是克萊兒的作品。而基恩忙於《魔髮奇緣》製作期間，克萊兒替他生下的孫女瑪諦斯（Matisse）則被當成靈感來創造嬰孩時期的樂佩。

#### 長髮與製作技術
樂佩是繼1959年睡美人女主角奧蘿拉（Aurora）後，多年來迪士尼的第一位金髮女主角。利用電腦生成圖像（CGI）技術繪出她的長髮，在《魔髮奇緣》一片的製作中已被普遍認為是最具挑戰性的環節。據《洛杉磯時報》報導，首席動畫師葛連·基恩已經因為製作過迪士尼系列電影中數個「最偉大的毛髮作品」而揚名，當中包括了小美人魚愛麗兒、《美女與野獸》中的野獸、《風中奇緣》中的寶嘉康蒂。對於樂佩的長髮，基恩形容它「提醒人們樂佩是被天生賦予魔力的」，霍華德則打趣地戲稱這長髮本身就可以成為一獨立的角色。霍華德與格萊諾規定麾下的動畫師以實物當參考，以構思如何呈現樂佩的長髮及它運動的形態，例如將串好的長繩綁在棒球帽後、戴著它到處走動，甚至招募多年沒剪髮的女性進入團隊，充當真人模特兒。
北卡羅萊納大學畢業的資深軟體工程師和毛髮模擬專家凱莉·華德（Kelly Ward）負責製作特殊軟體，來協助動畫師們創造樂佩的長髮。華德表示在真實世界中，70英呎的長髮將會重達60磅（27公斤），「重到無法使一個真人能像我們讓樂佩在電影中那樣地擺動自如」。為了簡單起見，動畫師保留了頭髮在外觀上的擬真程度，但減少了表面內部包含的髮絲數量以便於控制。而為了要替長髮調出顯得獨特、同時卻又不失真實的金黃色澤，動畫師也在這方面遇到了一番挑戰。

## 觀後回饋

### 評論
樂佩公主一角在大部分的評論裡都很受到歡迎。《票房雜誌》的莎拉·維茲卡隆多（Sara Vizcarrondo）喜歡這個角色，形容她「是位活力十足的女主角，以活水浸潤了嚴謹的公主角色典型」。紐澤西《[明星紀事報] 错误：{{Lang}}：无效参数：|3=（帮助）》的史蒂芬·惠迪（Stephen Whitty）形容該角色是「一位才華洋溢的年輕女子」。《洛杉磯時報》的肯尼斯·杜蘭也在文中表示樂佩「是位具有現代感的年輕女子」。《紐約客》的布魯斯·迪奥内斯（Bruce Diones）形容樂佩「有與生俱來的慧黠和靈敏的關懷力，而又不會顯得像個聒噪的青少女」。《今日美國》的克勞蒂亞·普伊格（Claudia Puig）則在文中指出，與之前數位年齡相仿的迪士尼公主相比，「樂佩扮演的青少年角色顯得較為可信」。
在其他將樂佩與先前諸位迪士尼公主相比的評論中。《紐約每日新聞》的喬·紐瑪爾（Joe Neumaier）將樂佩的獨立自主與美女與野獸中的貝兒相作比較。英國《完全電影》雜誌的強納森·克羅克（Jonathan Crocker）指出了樂佩與愛麗兒的相似性，形容前者是「一位意志堅強的女主角，渴望能一睹外頭的世界」。紐澳良《時代瑣聞報》的麥可·史考特（Mike Scott） 在文中表示樂佩的無邪「讓人想起艾美·亞當斯在曼哈頓奇緣中，飾演的那位天真爛漫的公主吉賽兒」。影評人湯姆·查瑞帝（Tom Charity） 則將樂佩的獨立自主同時與愛麗兒和花木蘭相比，並提到樂佩「替迪士尼近年慣例下的豪放不拘型女主角中，再添一例」。
也有部分影評對樂佩顯示出的好感較少。《時代週刊》的理查·柯里斯儘管很喜歡魔髮奇緣這部電影，卻覺得聚焦於費林·雷德的部分太多，而對樂佩的著墨不足。他寫道：「60年來...女孩子是被期待能長大、克服困境、變得更有擔當的角心人物」，但「皮克斯、夢工廠等工作室卻破壞了這些以女性為核心的電影」。網的線上影評人詹姆斯·伯納汀内里表示樂佩「雖然很可愛又活潑，但仍不如白雪公主、愛麗兒或貝兒來得令人印象深刻」。

### 褒揚與獲獎
CNN的史蒂芬妮·郭德堡（Stephanie Goldberg）在文章《勇敢傳說的梅莉達與其他動畫女角》裡，將樂佩列在迪士尼幾位最英勇而獨立的女主角中。線上雜誌的莎萊雅（Sonia Saraiya） 在文章《排行榜：最柔弱到最自主的迪士尼公主們》中把樂佩排到第四名，將她活潑的性格與上一代迪士尼公主中的愛麗兒和《阿拉丁》裡的茉莉公主（Jasmine）比較。莎萊雅形容樂佩是個「悍女子」，儘管「她的天真有時牴觸了她先進的性格」。又說「她也察覺了所處的困境裡有所不公，並且找到了突破的方法，以智謀擺脫了她的『媽媽』——實為綁架她的人——，而到外面的世界探險」。菲律賓女性網站的戴里特（Tala Dayrit）在文章《30位威猛和有趣的卡通女角》中，提到樂佩與原典中的「長髮姑娘」相去甚遠，「她並非無助、鎖在塔裡枯等未知命運的嬌弱閨女，而是位可以在打鬥中捍衛自己的堅強女子」。
樂佩在片中與尤金的愛情對唱曲也得到許多好評，獲得葛萊美獎的最佳影視媒體作品歌曲獎及拉斯維加斯影評人協會獎的最佳歌曲獎、亦曾被奧斯卡最佳原創歌曲獎及第83屆奧斯卡金像獎提名。

## 本作之外的登場

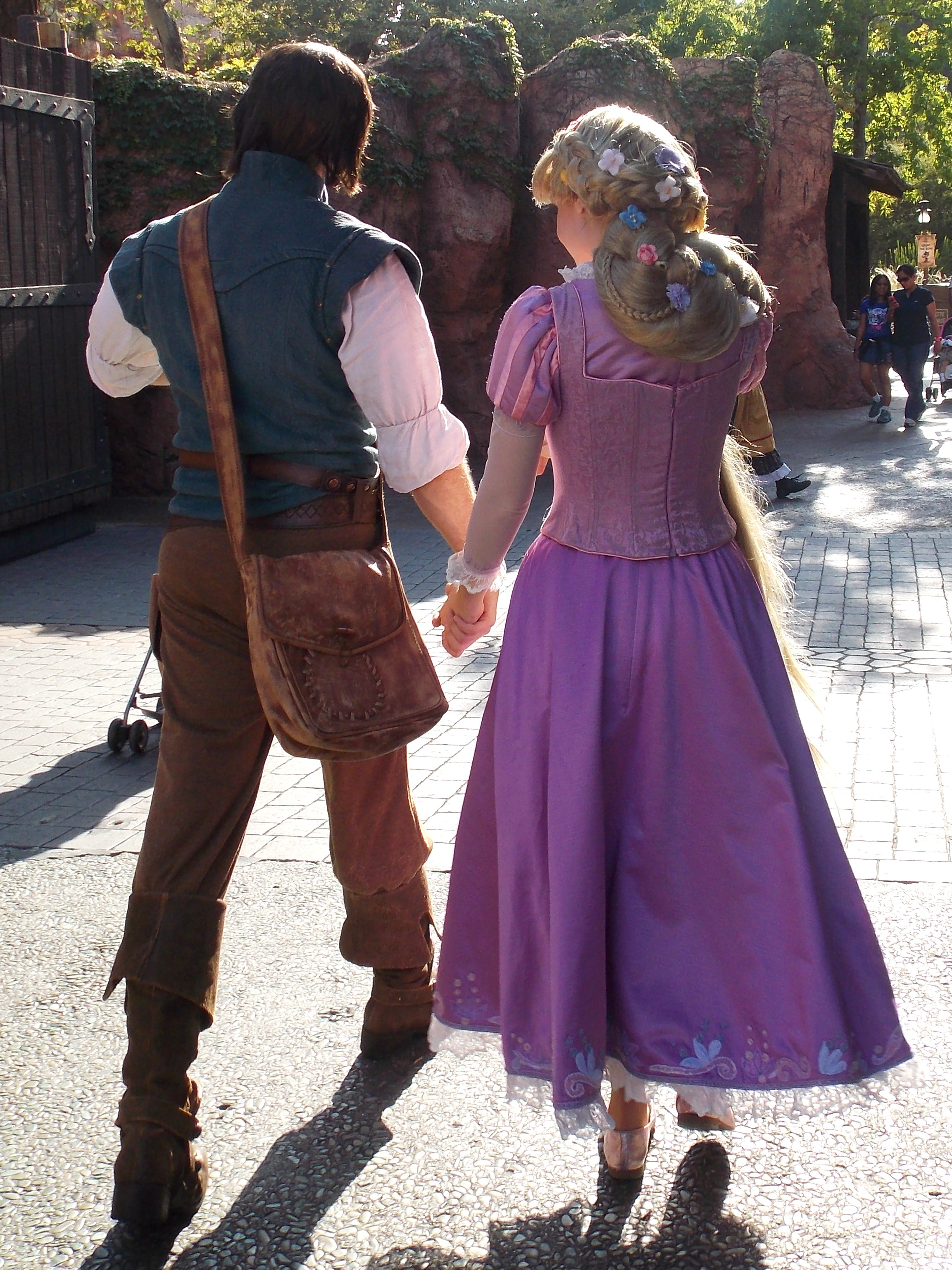
加州迪士尼樂園裡扮演樂佩和費林·雷德的演员

### 《冰雪奇緣》
結婚之後的樂佩與尤金曾經在2013年迪士尼動畫《冰雪奇緣》中短暫亮相，當時兩人到北歐的艾倫戴爾（Arendelle）王國參加新任女王——艾莎公主的登基大典。

### 《无敌破坏王2》
乐佩在《无敌破坏王2》中的形象为长髮形象。

### 迪士尼公主與相關商品
樂佩成為第10位迪士尼公主後，針對以少女為主的消費族群推出了玩具、影音錄製品、服裝和電子遊戲等週邊系列產品。華特迪士尼公司透過加冕將角色排入迪士尼公主行列，而樂佩的加冕典禮於2011年10月2日在英國倫敦的肯辛頓宮舉辦，這也是肯辛頓宮首次舉行「虛擬」公主的加冕儀式。然而在許多相關產品中，樂佩是使用傳統動畫繪製的版本呈現。隨著加冕典禮舉辦之後，迪士尼公主英文版官網上也增設了她的頁面。
迪士尼消費品部迄今發行的許多產品中都有樂佩的登場，例如在一套名為「迪士尼魔髮奇緣」的冒險遊戲中，樂佩被設定為玩家可操控角色。該電玩由迪士尼互動工作室發行於2010年11月23日，比電影的上映日還早一天，遊戲內容則依據電影情節設計，適用於Wii和DS等任天堂電子遊戲平台。電玩中的樂佩依然錄用了曼蒂·摩爾的配音，而她本人也對此感到很自豪。
此外，樂佩也被製成多個洋娃娃產品，在「迪士尼動畫師收藏系列」（Disney Animator's Collection）中11位幼兒時期版的迪士尼公主娃娃裡面，也是第一位推出的角色。該系列的洋娃娃均由葛連·基恩和馬克·韓恩（Mark Henn）兩位迪士尼動畫師參與設計。

### 迪士尼主題樂園及宣傳作品

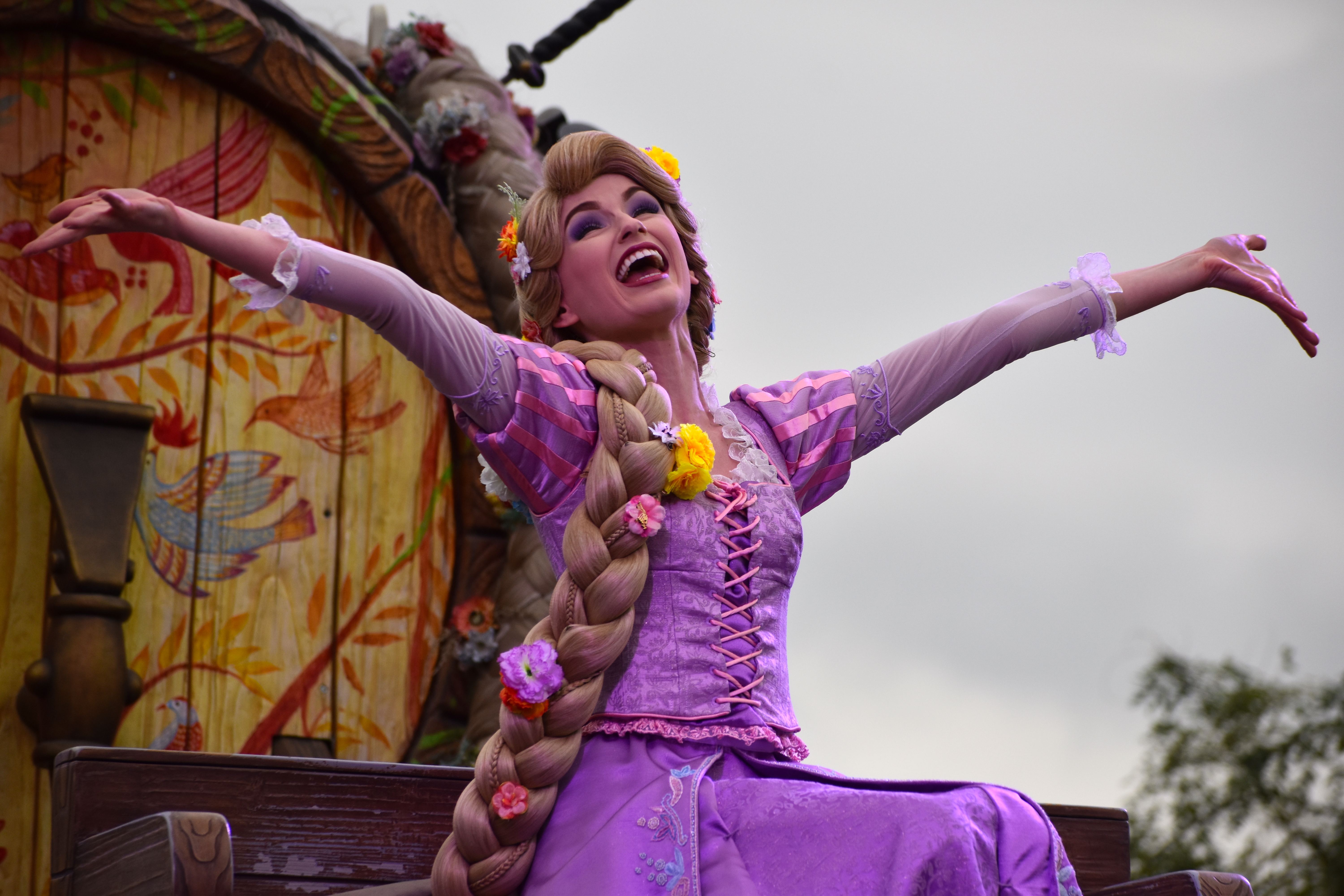
上海迪士尼乐园中的乐佩

樂佩在全球數個華特迪士尼樂園及度假區裡都有出現過。而佛羅里達華特迪士尼世界度假區及加州迪士尼樂園裡更設立了數座遊樂設施，仿造電影中樂佩活動過的場景，當中還包括了位於佛羅里達的迪士尼神奇王國、以真實比例建成了樂佩居住的高塔。
在安妮·萊柏維茲為宣傳迪士尼樂園及度假區的活動「百萬夢想年」（Year of a Million Dreams），而於2007年起拍攝的「迪士尼夢想肖像系列」寫真作品中，由美國鄉村音樂女歌手泰勒絲在2013年宣傳照「冒險之旅將起於此」（Where a world of adventure awaits）裡化身為真人版的樂佩。《Us週刊》對該攝影作品的圖片說明寫道：「在這張標題為『冒險之旅將起於此』、且令人摒息的寫真裡，這位23歲的葛萊美獎得主倚靠在一座滿佈蘚苔的塔窗邊。當她若有所思地望向遠方時，粉色的襯裙從紫色長裙下探出，金色長髮華麗地流洩在空中。」泰勒絲之後向娛樂新聞「紅毯秀」表示自己很榮幸能被選為宣傳照的女主角。

## 外部連結
- （繁體中文）迪士尼《魔髮奇緣》中文官方網站
- （英文）互联网电影数据库上Rapunzel的资料
- （英文）Tangled Concept Art and Character Art （页面存档备份，存于）（魔髮奇緣概念及角色藝術稿圖）－CGMeetup網
- （简体中文）長髮公主英國皇家加冕典禮 （页面存档备份，存于）－《迪士尼討論廣場》
- （简体中文）知名摄影大师Annie Leibovitz系列作品：迪斯尼狂想曲_服饰流行前线_新浪博客 （页面存档备份，存于）
- （繁體中文）【魔髮奇緣】樂趣無限多 等你來挖挖挖 （页面存档备份，存于）（對於動畫製作和採用技術的詳細討論）－《迪士尼討論廣場》
- （繁體中文）迪士尼動畫家設計寶寶版公主娃娃 （页面存档备份，存于）－《迪士尼討論廣場》